# Bitwa o Geszer
Bitwa o Geszer – starcie zbrojne, które miało miejsce pomiędzy żydowską organizacją paramilitarną Hagana a wojskami irackimi o kibuc Geszer podczas I wojny izraelsko-arabskiej (15–17 maja 1948). Bitwa zakończyła się zwycięstwem Izraelczyków, którzy pomimo zniszczenia kibucu, zdołali utrzymać swoje strategiczne pozycje w regionie.

## Tło wydarzeń
Kibuc Geszer został założony w 1939 w północno-wschodnim skraju Doliny Bet Sze’an, w pobliżu strategicznego punktu Naharajim w którym znajdowała się elektrownia wodna i most na rzece Jordan. Leżał 10 kilometrów na południe od kibucu Deganja Alef i jeziora Tyberiadzkiego. Było to ważne strategicznie miejsce, strzegące mostów na rzece Jordan. Arabowie zdawali sobie sprawę, że zdobycie Doliny Bet Sze’an otwiera drogę do Doliny Jezreel i miasta Hajfa. Przebiegała tędy odnoga linii kolejowej Hejaz, która łączyła Damaszek z Medyną. Odnoga przebiegająca przez Geszer i Bet Sze’an łączyła główną linię kolejową z miastem Hajfą. Brytyjczycy zdawali sobie sprawę z konieczności sprawowania kontroli nad tym obszarem, i dlatego w latach 1940–1941 wybudowali tutaj fort policji mandatowej, fort Tegart o nazwie Bridge.
Podczas wojny domowej w Mandacie Palestyny już od listopada 1947 siły arabskich milicji zaczęły atakować linie komunikacyjne pomiędzy żydowskimi osiedlami. W jednej z takich zasadzek zginęło dwóch członków kibucu Geszer. W kwietniu po jordańskiej stronie rzeki Jordan nastąpiła koncentracja irackiego korpusu ekspedycyjnego, liczącego 3 tys. żołnierzy i dowodzonego przez generała Nur ad-Din Mahmuda. Byli oni zorganizowani w pułk piechoty zmechanizowanej, brygadę piechoty, jeden batalion pancerny (36 średnich czołgów), batalion artylerii (12 armat polowych) i jednostki pomocnicze. Byli to dobrze wyszkoleni i uzbrojeni żołnierze, wspierani przez samoloty bojowe (myśliwce Gloster Gladiator i bombowce Avro Anson). Część z tych sił przygotowywała się do ataku na dolinę Bet Sze’an.
W dniu 27 kwietnia Brytyjczycy ewakuowali załogę swojego fortu, który natychmiast zajęło szesnastu żołnierzy Palmach. Fort był położony w strategicznym miejscu, blokującym swobodny przejazd przez most na Jordanie. Tej samej nocy kibuc został zaatakowany przez arabską milicję, którą wspierał ogień karabinów maszynowych batalionu piechoty jordańskiego Legionu Arabskiego. Na odgłos walki do kibucu Geszer zaczęli docierać ochotnicy z sąsiednich osiedli żydowskich położonych w Dolinie Bet Sze’an. Starcia trwały przez cały kolejny dzień. Rankiem 29 kwietnia do kibucu dotarł konwój dwóch opancerzonych autobusów, chronionych przez trzy pojazdy pancerne i żołnierzy z 12 Batalionu Brygady Golani. Dowieźli oni zapasy amunicji, żywność i leki. Początkowo planowano, że konwój przeprowadzi natychmiast ewakuację 50 dzieci z kibucu, jednak ciężki ostrzał uniemożliwił wyjazd pojazdów. Przez cały dzień trwały ciężkie walki, podczas których Arabowie zbliżali się na odległość 50 metrów od fortu. Wszystkie ataki zostały jednak odparte. Ewakuację dzieci przeprowadzono dopiero kolejnej nocy. Autobusy dostały się jednak pod ciężki ostrzał prowadzony ze wzgórza położonego na zachód od kibucu. Dwa autobusy zostały bezpośrednio trafione, a jeden zapalił się. Rannych zostało trzech żołnierzy żydowskich. Dzieci przewieziono do klasztoru w Hajfie (przebywały tam przez dwadzieścia dwa miesiące). W rejonie kibucu ostra wymiana ognia trwała do południa 30 kwietnia, kiedy Arabowie wycofali się na pozycje na wschód od rzeki Jordan. Następne dwa tygodnie obrońcy wykorzystali na rozbudowę pozycji obronnych. Żołnierzy Palmach zastąpili żołnierze z Brygady Golani.

## Przebieg bitwy

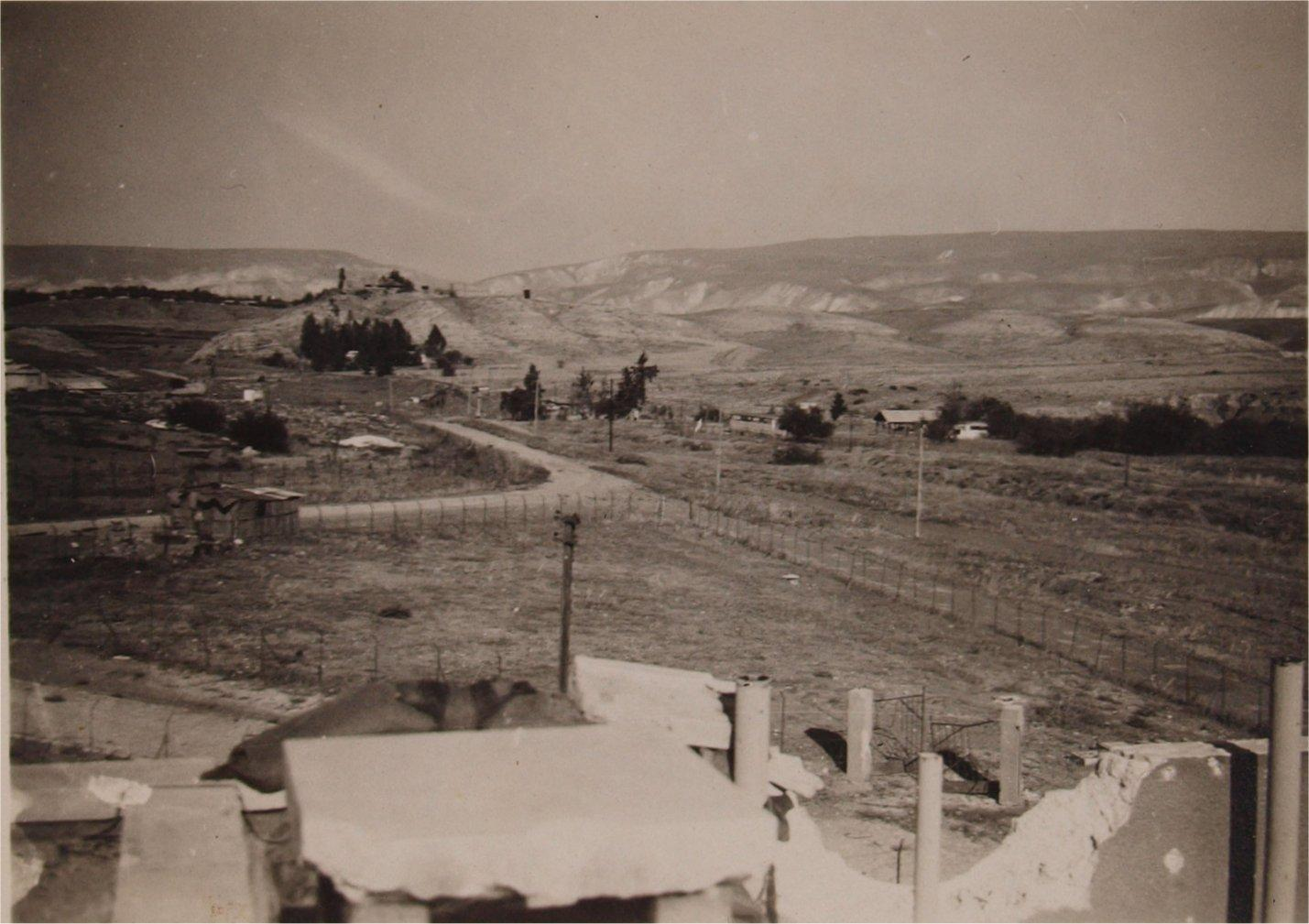
Zniszczona okolica kibucu po bitwie, grudzień 1948

Wraz z wybuchem I wojny izraelsko-arabskiej, w dniu 14 maja około godziny 18 wieczorem, jordańscy żołnierze zajęli elektrownię wodną Naharajim. Późnym wieczorem w kierunku mostów na Jordanie zaczęły zbliżać się irackie wojska. Dowództwo obrony kibucu wydało wówczas rozkaz wysadzenia mostów, aby uniemożliwić irackim pojazdom pancernym przejechanie na drugi brzeg rzeki. Materiały wybuchowe zostały dużo wcześniej podłożone pod mosty, jednak w wyniku błędu wysadzono jedynie jeden z trzech mostów. Izraelscy saperzy pod ogniem irackich karabinów zdołali podejść do mostów i wysadzić je ręcznie. Wysadzenie mostów nie zdołało zatrzymać irackich wojsk, które 15 maja rozpoczęły budowę tymczasowego mostu na południe od kibucu. Równocześnie iracka artyleria rozpoczęła ostrzał osady i fortu. Zniszczeniu uległa większość zabudowy osiedla. Następnie żołnierze piechoty wspierani przez samochody pancerne przeprowadzili atak, który został krwawo odparty.
16 maja ukończono budowę tymczasowego mostu i na zachodni brzeg Jordanu przeszła piechota oraz kilka czołgów i samochodów pancernych. Kolejny szturm został poprzedzony ciężkim ostrzałem artyleryjskim i bombardowaniem z powietrza. Jednak pomimo użycia ciężkiego sprzętu atakujący zostali odparci i ponieśli ciężkie straty. Równocześnie Irakijczycy przeprowadzili nieudany atak na Bet Sze’an. W dniu 17 maja Irakijczycy ponowili szturm na kibuc, był on już jednak prowadzony z mniejszą siłą. Po wojnie zniszczony kibuc został odbudowany kilkaset metrów na zachód od swojego pierwotnego położenia.

## Reakcje i następstwa
Bitwa zakończyła się strategicznym zwycięstwem Izraelczyków, którzy pomimo zniszczenia kibucu zdołali utrzymać pozycje obronne nad rzeką Jordan i uniemożliwili wojskom irackim wkroczenie do Doliny Bet Sze’an.